# Pierre-François de Preux
Pierre-François de Preux, auch Pierre-Joseph de Preux oder Peter-Josef de Preux, (* 28. April 1795 in Anchettes bei Venthône, Kanton Wallis; † 15. Juli 1875 in Sitten, Kanton Wallis) war Bischof von Sitten.

## Leben
Pierre-François de Preux war der Sohn aus der Ehe von Johann Joseph Augustin, einem Feudalherren, Fahnenträger und Bürgermeister von Siders, und dessen Ehefrau Maria Josepha Magdalena Rubin. Er war Schüler der Jesuitenkollegien in Saint-Maurice-de-Laques oberhalb von Siders sowie Brig und Sitten. Am Großen Seminar in Sitten studierte er Theologie. Ab 1818 studierte er am Collegium Germanicum, damals angesiedelt in Ferrara, Emilia-Romagna, sowie in Rom. 1822 wurde er zum Doctor theologiae und Doktor der Rechte promoviert sowie in Rom zum Priester geweiht.
1822 wurde er Professor für Dogmatik und Exegese am Großen Seminar in Sitten, ab 1827 Rektor des Seminars. Er wurde 1822 Kanoniker an der Kathedrale Unserer Lieben Frau und 1834 Mitglied des Domkapitels.
1843 wurde Pierre-François de Preux zum Bischof von Sitten gewählt und von Papst Gregor XVI. bestätigt. Von  1863 bis 1875 war er Mitglied der Schweizer Bischofskonferenz, deren Mitinitiator er war. Von 1871 bis zu seinem Tode 1875 hatte er den Vorsitz der Schweizer Bischofskonferenz.
Er nahm am Ersten Vatikanischen Konzil (1869–1870) teil und wurde als Verteidiger der päpstlichen Unfehlbarkeit bekannt. Papst Gregor XVI. ernannte ihn 1854 zum Päpstlichen Thronassistenten. 1862 wurde er mit der Ehrenbürgerwürde von Rom geehrt.